# Cratere Houssay
Houssay è un cratere lunare di 31,41 km situato nella parte nord-occidentale della faccia nascosta della Luna.